# Welcome to Hell (album)
Pour les articles homonymes, voir Welcome to Hell.
Albums de Venom
Black Metal
(1982)
Welcome To Hell est le premier album studio du groupe de heavy metal britannique Venom. L'album est sorti le 1er décembre 1981 sous le label Neat Records.
Cet album a été remastérisé et réédité en 2002 chez Sanctuary Records.

## Liste des morceaux
1. Sons of Satan - 3:38
2. Welcome to Hell - 3:15
3. Schizoid - 3:34
4. Mayhem With Mercy - 0:58
5. Poison - 4:33
6. Live Like an Angel (Die Like a Devil) - 3:59
7. Witching Hour - 3:40
8. One Thousand Days in Sodom - 4:36
9. Angel Dust - 2:43
10. In League With Satan - 3:35
11. Red Light Fever - 5:14

## Musiciens
- Cronos (Conrad Lant) : chant, basse
- Mantas (Jeffrey Dunn) : guitare
- Abaddon (Anthony Bray) : batterie

## Anecdotes
- La pochette de cet album est la première pochette de l'histoire de l'industrie discographique à représenter ouvertement Satan. Ce thème était alors encore quelque peu tabou, même pour le début des années 1980. Cette performance, de la part d'un jeune groupe de rock encore inconnu, a à l'époque fortement contribué à la réputation du trio au sein des médias et a donné naissance au style graphique employé par la suite par tous les groupes de heavy metal abordant une thématique satanique : une pochette noire, un logo agressif, et une illustration faisant référence à une figure occulte.
- Le groupe de black metal norvégien Mayhem s'est nommé ainsi en référence au titre Mayhem With Mercy.
- Mayhem a également fait la reprise du titre Witching Hour sur leur EP intitulé Deathcrush.
- L'introduction du morceau In League With Satan est incompréhensible si on l'écoute normalement. Pour la comprendre, il faut l'écouter à l'envers. Voici ce que l'on entend: "Satan! Raised in hell! Raised in hell! I'm gonna burn your soul! Crush your bones! I'm gonna make you bleed! You gonna bleed for me!". La fin de ce même morceau comporte également quelques paroles à l'envers.